# Žárlivost (film, 2013)
Žárlivost (francouzsky La Jalousie) je francouzský hraný film režiséra Philippe Garrela z roku 2013. Hlavní roli ve filmu hraje režisérův syn Louis Garrel, který hrál i v několika jeho předchozích filmech. Hudbu k filmu složil Jean-Louis Aubert; původně ji však složil Garrelův dlouholetý spolupracovník John Cale, jeho hudba ale nakonec použita nebyla. Natáčení filmu začalo v únoru 2013 a premiéru měl na sedmdesátém ročníku Benátského filmového festivalu v září toho roku. Do kin byl uveden 4. prosince 2013.

## Děj
Muž, který pracuje jako divadelní herec, žije v malém bytě s ženou, která je rovněž herečka, a malou dcerou. Matkou dcery je jiná žena.

## Obsazení
| Louis Garrel      | Louis          |
| Anna Mouglalis    | Claudia        |
| Rebecca Convenant | Clothilde      |
| Olga Milshtein    | Charlotte      |
| Esther Garrel     | Esther         |
| Jérôme Huguet     | Antoine        |
| Manon Kneusé      | Lucie          |
| Arthur Igual      | Louisův přítel |
| Emanuela Ponzano  |                |